# Hypoxylon musceum
Hypoxylon musceum är en svampart som beskrevs av J.D. Rogers 1981. Hypoxylon musceum ingår i släktet Hypoxylon och familjen kolkärnsvampar.   Inga underarter finns listade i Catalogue of Life.